# Bomolocha lysoalis
Bomolocha lysoalis là một loài bướm đêm trong họ Noctuidae.